# جان جورج هیگ
جان جورج هیگ (انگلیسی: John George Haigh; ۲۴ ژوئیهٔ ۱۹۰۹ – ۱۰ اوت ۱۹۴۹) آدم‌کشی زنجیره‌ای اهل بریتانیا بود. گفته می‌شود که او حدود ۶ نفر را به قتل رسانده است اما برخی نیز معتقدند، که او ۹ نفر را کشته است. او برای کشتن اهدافش از سولفوریک اسید استفاده می‌کرده است.